# Carlos Cerda
Pour les articles homonymes, voir Cerda et Cerda  (homonymie).
Carlos Cerda, né en 1942 à Santiago (Chili) et mort le 19 octobre 2001, est un écrivain chilien.

## Biographie
Carlos Cerda étudie à la Ciudad del Niño (es) puis à l'Instituto Nacional.
Il est gradué en philosophie de l'Institut pédagogique de l'Université du Chili puis est docteur en littérature de l'Université Humboldt de Berlin.
Pour son militantisme communiste, après le putsch de 1973, il s'exile d'abord en Colombie puis en République démocratique allemande.
Il rentre au Chili en 1985 et est intégré au Théâtre Ictus.

## Œuvre
- El leninismo y la victoria popular, essai, Santiago, 1971
- La noche del soldado, théâtre, Dresde, 1976
- Encuentro con el tiempo, contes, publié en allemand, Berlin, 1976
- Pan de pascua, roman, publié en allemand, Berlin, 1978
- Lo que está en el aire, théâtre, Santiago, 1986
- Por culpa de nadie, contes, Santiago, 1986
- José Donoso: originales y metáforas, essai, Santiago, 1988
- Este domingo, théâtre, Santiago, 1990 ; adaptation du roman de José Donoso
- Morir en Berlín, roman, Santiago, 1993
- Primer tiempo, Santiago, Andrés Bello, 1995; contient huit contes :
  - Dos botellas de vino; Clases particulares; La tarde mirando pájaros; Esplendor y agonía de los caballos; El silencio; Iniciación; Historia del Führer et Balcones con banderas
- Una casa vacía, roman, Santiago, 1996
- Sombras que caminan, roman, Santiago, 1999
- Escrito con L, Alfaguara, 2001 ; contient huit histoires avec prologue de Skármeta :
  - 505 o Ferrobádminton; Manola o una cuestión de táctica; Berlín, un cuento de invierno; El estudiante de Leipzig; El afiche; La vida virtual; La sombra del árbol et Escenas junto al Muro
- El espíritu de las leyes, Santiago, 2005

## Prix
- Prix municipal de littérature de Santiago 1991, catégorie théâtre, avec José Donoso pour Este domingo (adaptation du roman de Donoso)
- Prix municipal de littérature de Santiago 1997 pour Una casa vacía
- Prix du Conseil national du livre et la lecture pour Una casa vacía
- Prix du Cercle de critiques d'art pour Una casa vacía
- Finaliste du prix Altazor 2002 avec Escrito con L